# Carlos Castrodeza
Carlos José Castrodeza Ruíz de la Cuesta (Tánger, 1945 - Madrid, 18 de abril de 2012), fue un biólogo y filósofo especialista en Historia y Filosofía de las ideas evolucionistas. Fue profesor de filosofía de la ciencia en la Universidad Complutense de Madrid

## Biografía abreviada
Castrodeza inicia su actividad académica e investigadora en 1968, al conseguir una beca Stevenson durante el curso 68-69 en el Institute of Animal Genetics de la Universidad de Edimburgo (Escocia), donde trabajó fundamentalmente con Douglas Scott Falconer, especialista en Genética cuantitativa, labor que simultanea en el Instituto de Genética de la Universidad de Helsinki (Finlandia) donde trabaja con el especialista en poliploidía animal Esko Suomalainen y en la Cátedra de Fisiogenética Animal de la Universidad Politécnica de Madrid con el especialista en genética de caballos, Miguel Odriozola Pietas quien sería asimismo el director de su tesis doctoral.
Tras la lectura de su tesis doctoral sobre especiación animal en 1973 con el título "El Medio Ambiente como Condicionante Genético: Pleiotropía e Hibridación" en cuyo tribunal participaron los genéticos españoles Ramón Lacadena Calero y Enrique Sánchez Monge), Castrodeza se centra en problemas teórico-epistémicos en torno a la teoría de la selección natural. Realiza estos trabajos entre la División de Historia y Filosofía de la Ciencia del Departamento de Filosofía de la Universidad de Leeds (Inglaterra), especialmente con Robert Cecil Olby -posiblemente la primera autoridad mundial en Mendel en la década de 1970- y el conocido especialista en estudios darwinianos Jonathan Hodge, realizando una tesina bajo la dirección de este último con el título de "The Idea of Biological Progress: Some Methodological Problems Relating to the Genetical Theory of Natural Selection" que le hace acreedor del título de Master of Philosophy (M.Phil.) en 1978 trabajando asimismo en combinación con el Departamento de Lógica y Filosofía de la Ciencia de la Facultad de Filosofía de la Universidad Complutense de Madrid, bajo la autoridad del introductor de la lógica moderna en España, Manuel Garrido Jiménez, institución donde obtiene una titularidad docente en 1985 y donde, hasta su defunción, ha centrado su actividad universitaria.

## Pensamiento
A Carlos Castrodeza se le reconoce como una autoridad sobre Darwin y el darwinismo, su pensamiento gira alrededor de las cuestiones de bioética, de lo que es una aproximación científica a una problemática y de lo que no lo es, así como de la interpretación ideológica de textos científicos. Su principal línea de investigación se remite a las posibles justificaciones de la acción, el comportamiento ético y el pensamiento humano, según las teorías científicas y teorías de la ciencia existentes, analizando y comparando dichas justificaciones con tradiciones vigentes de diversa índole tanto desde un enfoque científico como propiamente humanista.

### Trilogía Darwiniana
Por medio de su trilogía darwiniana "Los Caminos Profundos de la Biología": 1.- "Razón Biológica: la base evolucionista del pensamiento" (1998), "Nihilismo y Supervivencia: una expresión naturalista de lo inefable" (2007) y "La Darwinización del Mundo" (2009), que marca su actividad investigadora en las últimas dos décadas, Castrodeza intenta mostrar el escaso control que tenemos sobre nuestro futuro a pesar de nuestra preocupación profunda por entender el pasado.
Para Castrodeza son las consideraciones etológicas implicadas en las pautas mentales relativas a las actividades humanas relacionadas con la filosofía, la teología y la ciencia las que potencian la construcción de la realidad en la que tratamos de sobrevivir. Dichas pautas no son necesariamente adaptativas de un modo directo, sino que son parte del todo sobre lo que se apoya nuestra estrategia global de supervivencia. Como indica Castrodeza la estrategia concreta no tiene por qué ser la adecuada a la hora de enfrentarnos a los desafíos que comprometen nuestra supervivencia por lo que nada garantiza esa supervivencia y a pesar del refinamiento de nuestro pensamiento podemos ir en la dirección equivocada. Nuestros deseos e intenciones pueden tener poco que ver con nuestras expectativas de supervivencia a largo plazo y quizá en el fondo nos de igual. Actuamos y esperamos salir del paso mejor que peor sobre la base de nuestra experiencia lo que es más bien poco.

### Contextualización de su pensamiento
La contextualización onto-epistémica de la obra de Castrodeza se enclavaría en un nihilismo epistémico como contraste especialmente o bien al anarquismo epistémico de un Paul Feyerabend o bien a la epistemología tradicionalmente racional del positivismo lógico del Círculo de Viena y de la disidencia crítico-racional de Karl Popper e Imre Lakatos, o bien al neopragmatismo epistémico de Willard van Orman Quine, Donald Davidson, John McDowell, Robert Brandom o Richard Rorty. Dicho enclave ontoepistémico se ajustaría más al historicismo de Georges Canguilhem, Michel Foucault y Bruno Latour que al de Thomas Kuhn, y estaría claramente en la línea de la sociología del conocimiento de Wilfredo Pareto, Pierre Bourdieu, Randall Collins y Steve Woolgar más que en la línea más propiamente británica de, por ejemplo, Barry Barnes, David Bloor, Harry Collins o John Henry.
Además la obra de Castrodeza se desmarca de la ortodoxia de la filosofía de la biología de un Michael Ruse, un Elliot Sober o un Kim Sterelny, centrándose más bien en una biología de la filosofía que continuaría en este sentido la obra del conocido etólogo, Premio Nobel compartido de Medicina y Fisiología en 1973, Konrad Lorenz, en lo que vendría a ser una etología del pensamiento muy en la perspectiva actual de la psicología evolucionista inaugurada en los últimos años de la década de 1990 especialmente por el antropólogo John Tooby, los psicólogos Leda Cosmides, Jerome H. Barkow o Steven Pinker, y ya precozmente en los últimos años 60-70 por los biólogos George Price, William Donald Hamilton, John Maynard Smith, George Christopher Williams, Robert L. Trivers, Edward Osborne Wilson, Richard Dawkins y el historiador de la biología Frank J. Sulloway.
Castrodeza piensa que la fuerza ilocucionaria que potencia el pensamiento darwiniano viene provista en primera instancia por el metanaturalismo especialmente del primer Heidegger corregido por el deconstruccionismo de Jacques Derrida.

## Obra

### Libros
- 2013 - La razón de ser. Meditaciones darwinianas, Ediciones Xorki, ISBN 978-84-940504-5-9
- 2013 - El flujo de la historia y el sentido de la vida. La retórica irresistible de la selección natural, Barcelona, Herder, ISBN 978-84-254-2945-3
- 2009 - La darwinización del mundo, Barcelona, Herder, ISBN 978-84-254-2580-6
- 2007 - Nihilismo y supervivencia: una expresión naturalista de lo inefable, Madrid, Trotta, ISBN 978-84-8164-916-1
- 2003 - Los límites de la historia natural: hacia una nueva biología del conocimiento, Madrid (Tres Cantos), Akal, ISBN 84-460-1881-0
- 2003 - La marsopa de Heidegger: el lugar de la ciencia en la cultura actual, Madrid, Dykinson, ISBN 84-9772-022-9
- 1999 - Razón biológica: la base evolucionista del pensamiento, Madrid, Minerva, ISBN 84-88123-20-5
- 1988 - Teoría histórica de la selección natural, Madrid, Alhambra, ISBN 84-205-1740-2
- 1988 - Ortodoxia darwiniana y progreso biológico, Madrid, Alianza Editorial, ISBN 84-206-2521-3

### Capítulos en libros (selección)
- "Ethological Space: Transgreding the Boundaries", Philosophical Essays on Physics and Biology (J. L. González Recio, ed.), Georg Olms Verlag, Hildesheim-Zürich-New York, 2009, ISBN 978-3-487-13713-1 págs. 91-112.
- "The Intricacies of the Meaning of Progressive Evolution: An Analytical Reappraisal", Language, Nature and Science: New Perspectives (Luis Fernández Moreno, ed.), Plaza y Valdés, Madrid-México, 2009, ISBN 978-84-92751-29-7 págs. 75-103.
- "La Inutilidad de la Felicidad", Apología de lo Inútil (S. Eguidazu, ed.), Madrid, Avarigani Editores, 2009, ISBN 978-84-613-1278-8 págs. 23-30.
- "En torno a la vida buena: Aristóteles, Heidegger y la ciencia", Ensayos sobre Lenguaje, Naturaleza y Ciencia (L. Fernández Moreno, ed.), Madrid, CERSA, 2007,  ISBN 978-84-690-6953-5, págs. 99-131.
- "Los caminos profundos de la biología", El legado filosófico y científico del siglo XX, coord. por Manuel Garrido, Luis Arenas, Luis Valdés, 2005, ISBN 84-376-2272-7, pags. 795-812
- "Preludio hacia una historia naturalizada: Incursiones darwinianas al feudo de Heidegger", El Fin de la Filosofía de la Historia ( Q. Racionero y S. Royo, ed.), Madrid, Dykinson, 2005, ISBN 84-9772-679-0, págs. 315-333
- "La condición occidental: ciencia, historia y filosofía", El impacto social de la cultura científica y técnica, 2004, ISBN 84-369-3843-7, pags. 9-18
- "Modernidad y posmodernidad: biología y física", El impacto social de la cultura científica y técnica, 2004, ISBN 84-369-3843-7, pags. 155-164
- "La 'superflua necesidad' de la epistemología evolutiva", La teoría evolucionista del conocimiento, coord. por Jacobo Muñoz, Emilio García García, 1999, ISBN 84-89784-88-4, pags. 83-92
- "La posición del hombre en la naturaleza: Desde Darwin al evolucionismo actual", La Sociedad Naturalizada. Genética y Conducta (J. Sanmartín, V. Simón y Mª. L. García-Merita, ed.), Valencia, Tirant Lo Blanch, 1986, ISBN 84-86558-00-X, págs. 13-26.
- "El entorno científico de Mendel", En el Centenario de Mendel: La Genética Ayer y Hoy (J. R. Lacadena, ed.), Madrid, Alhambra, 1984, ISBN 84-205-1010-6, págs. 49-84.

### Artículos
- 2009 - "La Esencia del darwinismo y su incidencia en la historia de las ideas", Paradigma: Revista universitaria de cultura, ISSN 1885-7604, número 8, págs. 17-22
- 2009 - "En torno a la ética naturalizada en Occidente: de la concepción aristotélica al naturalismo de Darwin y la fenomenología de Heidegger", Teorema, ISSN 0210-1602, vol. XXVIII/2, págs. 151-172
- 2009 - "El darwinismo y la cuestión del sentido", Asclepio (Revista de Historia de la Medicina y de la ciencia), ISSN 0210-4466, vol.LXI, n.º 2 (julio-diciembre), págs. 177-211.
- 2009 - "Respirando en una atmósfera darwiniana", Evolución 4(2), págs. 9-12.
- 2007 - "Holocausto y etología (comprender, condonar, sobrevivir, responsabilizar)", Trama y Fondo: revista de cultura, 21(2), págs. 35-57.
- 2004 - "Evolución, historia y ser", Pasajes: Revista de pensamiento contemporáneo, ISSN 1575-2259, N.º. 14, pags. 23-34
- 2004 - "Antropogénesis: consideraciones biohermenéuticas", Endoxa: Series Filosóficas, ISSN 1133-5351, N.º 17, pags. 297-326
- 2003 - "Una historia natural del bien", Trama y fondo: revista de cultura, ISSN 1137-4802, N.º. 15, pags. 7-12
- 2003 - "De la realidad biológica a la biologización de la realidad: la nueva metafísica biológica y el problema del conocimiento", Diálogo filosófico, ISSN 0213-1196, N.º 57, pags. 379-399
- 2000 - "La realidad de las dos culturas como base del mito del relativismo cultural (Un enfoque bioantropológico)", Endoxa: Series Filosóficas, ISSN 1133-5351, N.º 12, 2, pags. 525-560
- 1999 - "Una perspectiva de los problemas éticos en la investigación biológica: los avatares del evolucionismo", Arbor: Ciencia, pensamiento y cultura, ISSN 0210-1963, N.º 638, (Ejemplar dedicado a: Ciencia y valores éticos / coord. por Wenceslao J. González Fernández), pags. 265-287
- 1999 - "Ética, economía y derechos de los animales en un marco naturalista" Teorema, ISSN 0210-1602, vol. XVIII/3, págs. 117-135
- 1998 - "El naturalismo biológico de Kuhn en La estructura de las revoluciones científicas", Thémata: Revista de filosofía, ISSN 0212-8365, N.º 20, (Ejemplar dedicado a: Los filósofos y la biología), pags. 219-228
- 1998 - "Naturalismo biológico", Contrastes (Revista Interdisciplinar de Filosofía), suplemento 3, ISSN 1136-9922, págs. 81-94
- 1996 - "The ultimate epistemological consequences of the Darwinian conception", Boston Studies in the Philosophy of Science, ISSN 0068-0346, págs. 153-178
- 1992 - "De la epistemología popperiana a la epistemología darwinista", Revista de filosofía, ISSN 0034-8244, N.º 8, pags. 329-356
- 1990 - Review de The open mind and other essays(A scientist in God’s world) de Donald M. MacKay (M. Tinker, ed.), Annals of Science, págs. 155-156.
- 1988 - "A vueltas con la historia de la ciencia española: El problema de la idiosincrasia", Sylva Clius, págs. 299-330.
- 1984 "Gregor Johann Mendel: clérigo notable en la Moravia decimonónica", Revista de Occidente, ISSN 0034-8635, N.º 32, (Ejemplar dedicado a: Gregor Johann Mendel: los orígenes de la genética), pags. 7-26.
- 1984 - "Aspectos historiográficos de la ciencia: el caso de la teoría de la selección natural", Teorema, ISSN 0210-1602, vol. XII, págs. 275-288.
- 1984 - "Razones para un centenario", Anales de la Sociedad Española de Historia Natural, 80, págs. 41-45.
- 1984 - Review de Darwin in Italia: Impresa Scientifica e Frontieri Culturali de G. Pancaldi (Bolonia), Annals of Science, págs. 308-309.
- 1982 - "La tácita actualidad del darwinismo", Revista de Occidente, ISSN 0034-8635, N.º 18-19, (Ejemplar dedicado a: Charles R. Darwin. la evolución y el origen del hombre), pags. 89-104
- 1982 - "La importancia práctica del darwinismo", Arbor, CXIII, págs. 127-136
- 1981 - Review de Charles Darwin and T.H.Huxley (Autobiographies) de Gavin de Beer (Oxford), Annals of Science, pág. 291.
- 1980 - Essay Review de "Charles Darwin: storia ed economia della natura" de G. Pancaldi (Florencia), Annals of Science, págs. 358-360.
- 1979 - "Non-progressive evolution, the red queen hypothesis and the balance of nature", Acta Biotheoretica, ISSN 0001-5342, Nº28, págs. 11-18
- 1979 - Review de "La Introducción de la Teoría Celular en España" de J. Aréchaga y otros (Granada), ISIS (USA), pág. 322.
- 1978 - "On the significance of biological interpretations of mathematical results; comments on a recently discovered evolutionary principle", Methodology and Science, ISSN 0543-6095, N.º 11, págs. 185-190
- 1978 - "Evolution, complexity and fitness", Journal of Theoretical Biology, ISSN 0022-5193, N.º 71, págs. 469-471
- 1977 - "Tautologies, beliefs and empirical knowledge in biology", The American Naturalist, ISSN 0003-0147, N.º 111, págs. 393-394
- 1973 - "Temperature, crowding and other environmental pressures in Drosophila melanogaster (adult progeny number)", Annales Academiae Scientiarum Fennicae, Helsinki, Suomalainen Tiedeakatemia, ISBN 951-41-0122-7, Ser. A 4, N° 197

### Traducciones (selección)
- A. H. Lehninger et. al., Panorama de la biología contemporánea, selección y comentarios de Roland Hoste, versión española de Carlos Castrodeza, 2.ª ed, Madrid, Alianza, 1975 ISBN 84-206-2128-5
- Ruse, Michael, La revolución darwinista, Madrid. Alianza Editorial, 1983, ISBN 84-206-2372-5

### Reseñas sobre obras de Castrodeza
- 2015 - García Romero, Juana, Razón biológica: La base evolucionista del pensamiento. Boletín de la Sociedad de Lógica, Metodología y Filosofía de la Ciencia, 60 (2015): 22-23. http://www.solofici.org/system/files/boletines/boletin_60_0.pdf (enlace roto disponible en Internet Archive; véase el historial, la primera versión y la última).
- 2015 - García Romero, Juana, Razón biológica: La base evolucionista del pensamiento. Simbiótica’s. 28 de marzo de 2015. https://simbiotica.wordpress.com/2015/03/28/resena-de-la-obra-de-c-castrodeza-razon-biologica-la-base-evolucionista-del-pensamiento-por-juana-garcia-romero/
- 2014 - García Romero, Juana, Razón biológica: La base evolucionista del pensamiento. Bajo Palabra. Revista de Filosofía, Época n.º II, N.º 9 (2014): 343-346. http://www.bajopalabra.es/numeros-anteriores/epoca-n-ii-n-9-ano-2014
- 2014 - García Romero, Juana, Razón biológica: La base evolucionista del pensamiento. mi+d. 10 de junio de 2014. http://www.madrimasd.org/cienciaysociedad/resenas/ensayos/resena.asp?id=515
- 2014 - García Romero, Juana, Razón biológica: La base evolucionista del pensamiento. Revista Dilemata, 15 (2014): 373-375. http://dilemata.net/revista/index.php/dilemata/article/view/315
- 2013 - García Romero, Juana, Razón biológica: La base evolucionista del pensamiento. Colección Razón y Sociedad. Madrid: Biblioteca Nueva, 2011, pp. 272, ISBN 978-84-9940-236-9 en Revista Arbor: Ciencia, Pensamiento y Cultura (Madrid), n.º 761 (2013): a045. ISSN-L: 0210-1963. http://arbor.revistas.csic.es/index.php/arbor/issue/view/120.
- 2012 - García Romero, Juana, Razón biológica: La base evolucionista del pensamiento. Colección Razón y Sociedad. Madrid: Biblioteca Nueva, 2011, pp. 272, ISBN 978-84-9940-236-9 en https://web.archive.org/web/20130609030812/http://www.aneisigloxxi.es/noticias.detalle.php?id=33.
- 2009 - Diéguez, Antonio, “Nihilismo darwinista” [estudio crítico de La Darwinización del Mundo, Herder, Barcelona], Teorema, vol. XXVIII/2, pp. 215-21.
- 2004 - Moya, Andrés, "La biología de la ontología y de la ética (Carlos Castrodeza Los límites de la historia natural. Hacia una nueva biología del conocimiento. Akal, Madrid, 79 págs. 11 E y La marsopa de Heidegger: el lugar de la ciencia en la cultura actual", Publicaciones del Departamento de Filosofía de la UNED, Madrid, 109 págs. 11 E", Revista de Libros, ISSN 1137-2249, N.º 87, pág. 33.
- 2001 - Moya, Andrés, "The Quantitative-Genetic Análisis of Thought: A Risky Proposal [A review of Carlos Castrodeza, Razón Biológica: La Base Evolucionista del Pensamiento (‘Biological Reason: The Evolutionary Basis of Thought’), Minerva Ediciones, Madrid, 1999, 269 pp., ISBN 84-88123-20-5]". Biology and Philosophy, ISSN 0169-3867, N.º 16, págs. 415-422.
- 2001 - García Romero, Juana, Razón biológica: La base evolucionista del pensamiento. Madrid: Fundación ICO/Minerva Ediciones, 1999, pp. 269, ISBN 84-88123-20-5 en Revista de Hispanismo Filosófico (Madrid), n.º 6 (2001): 161-162.
- 1992 - Glick, Thomas, "The Darwinologists (A Review of Carlos Castrodeza Teoría histórica de la selección natural, Madrid, Editorial Alambra, 1988. 284 pp., and Ortodoxia darwiniana y progreso biológico, Madrid, Alianza, 1988, 214 pp.)". Biology and Philosophy, ISSN 0169-3867, N.º 7, págs. 507-510.